# Т-40 (танк)
Т-40 — советский лёгкий (малый по классификации своего времени) плавающий танк периода Второй мировой войны.
Разработан в первой половине 1939 года на московском заводе № 37 под руководством Н. А. Астрова, ведущего разработчика всей советской линейки малых и лёгких танков того периода.
В декабре того же года Т-40 был принят на вооружение Красной Армии и серийно выпускался на заводе № 37.
Производство Т-40, включая его сухопутные варианты, продолжалось до декабря 1941 года, когда он был заменён на сборочных линиях более мощным лёгким танком Т-60. Всего было выпущено 955 танков, которые приняли активное участие в боях Великой Отечественной войны в 1941—1942 годах. На базе Т-40 в 1941 году была построена первая самоходная установка БМ-8-24 класса реактивных систем залпового огня на танковом шасси.
Небольшое число уцелевших в боях Т-40 использовалось в качестве учебных машин вплоть до конца войны.
Вскоре после окончания войны Т-40 был снят с вооружения Советской армии. До настоящего времени сохранилось два экземпляра, они находятся в Бронетанковом музее в Кубинке.

## История создания
Наряду с тяжёлыми, средними и лёгкими танками система автобронетанкового вооружения РККА выделяла особый класс танков — так называемые «малые» танки, которые являлись подвидом лёгких танков в классификации боевых машин по массе. Основным назначением малых танков была разведка, связь, боевое охранение частей на марше, борьба с вражескими диверсантами и партизанами; кроме того, от них требовалось преодоление водных преград без какой-либо предварительной подготовки. В конце 1930-х годов на вооружении РККА состояли два типа малых танков — Т-37А и Т-38. Оба они представляли собой дальнейшее развитие плавающего прототипа лёгкого танка, разработанного британской фирмой «Карден-Ллойд». Доработка и адаптация под условия советской промышленности были выполнены конструкторским коллективом московского завода № 37 под руководством Н. А. Астрова. Несмотря на большие ожидания, малый плавающий танк Т-38 во многом их не оправдал, последовали две его модернизации, которые только частично устранили недостатки исходной конструкции. К основным из них относились:
- слабое вооружение — один 7,62-мм пулемёт ДТ;
- слабое бронирование, неспособное защитить машину от огня противотанковых ружей, осколков снарядов и ручных гранат;
- раздельное размещение механика-водителя и командира машины, что при гибели или ранении первого выводило весь танк из строя;
- недостаточная плавучесть, не позволяющая взять на борт сколь-нибудь значительный груз в виде бойцов-десантников или нужного армейского имущества при форсировании водной преграды. Не раз на учениях и экспериментах танки типа Т-38 тонули из-за плохой герметизации корпуса или небольшой набежавшей волны.[1]

В начале 1939 года конструкторское бюро завода № 37 во главе с Н. А. Астровым начало разработки нового малого плавающего танка, на котором можно было бы устранить большинство этих недостатков. Основными направлениями совершенствования конструкции стала разработка водоизмещающего корпуса удобной формы для передвижения на плаву, отказ от ограничений на габариты машины, применение передовых технических идей в ходовой части и уже отлаженных узлов и агрегатов от автомобильной промышленности страны. Хотя немалое число решений было заимствовано от Т-38, проект нового танка, получивший индекс 010, был полностью самостоятельной разработкой Н. А. Астрова и его сотрудников, а не дальнейшим развитием английского прародителя Т-37А и Т-38.
Судьба проекта 010 на ранней стадии была под существенной угрозой — заказчик в лице Главного автобронетанкового управления (ГАБТУ) РККА желал видеть вместо Т-38 в качестве плавающего разведчика колёсно-гусеничный танк массой 5—6 тонн с дизельным двигателем мощностью 150—180 л. с. Проект такой машины получил индекс Т-39. Назначенному временно исполняющим обязанности директора завода № 37 Н. А. Астрову (вместо арестованного Н. Козырева) пришлось немало времени и сил затратить на обоснование невозможности получить такую машину в рамках оговорённых заказчиком массогабаритных и стоимостных ограничений. К тому же дизеля для Т-39 вообще не было. Эти возражения конструктора привели только к появлению задания на разработку к осени 1937 года такого дизеля и несколько позже к визиту на завод № 37 инспекции из ГАБТУ, результатом чего был довольно неудовлетворительный для заводчан отчёт инспектирующих. Однако весной 1938 года тактико-технические требования ГАБТУ сильно изменились (бензиновый двигатель 90 л. с., только гусеничный движитель), что давало «зелёный свет» проекту 010. Тогда же ему был присвоен индекс Т-40.
Проект «010» разрабатывался немногочисленным тогда конструкторским бюро завода № 37. Помимо главного конструктора, принимавшего активное участие в проектировании, в создании нового танка участвовали Р. А. Аншелевич и А. В. Богачев. Впервые в советском танкостроении была применена индивидуальная торсионная подвеска, большое внимание конструкторы уделили эргономике машины. В отличие от Т-38, механик-водитель и командир танка размещались совместно в одном обитаемом отделении, рабочее место первого располагалось в плоскости симметрии машины с достаточным обзором. Смотровой люк располагался таким образом, чтобы его не захлёстывало набежавшей волной, предусматривалось место для довольно громоздкой новой дуплексной радиостанции 71-ТК-3. В отличие от открытой установки гребного винта на Т-38, в новой машине он располагался в специальной гидродинамической нише и хорошо защищался от повреждений.
Первый опытный образец под №6/1 был готов 26 февраля 1939 года. Ещё два танка (№№ 6/2 и 7/4) закончили к 10 марта. В это же время завод по собственной инициативе из не броневой стали собрал ещё один танк (№7/3). Машины 6/1 и 6/2 имели блокированную подвеску Шитикова, в то время как 7/3 и 7/4 - торсионную. Уже в июле начались испытания двух опытных машин (№№ 6/2 и 7/4), как с индивидуальной торсионной, так и с блокированной тележечной подвеской на полуэллиптических рессорах. Обширная программа испытаний включала в себя проверку ходовых и маневренных качеств танка на суше и на плаву, преодоление искусственных и естественных препятствий, отстрел оружия и оценку эргономического удобства как оружейной установки, так и всего танка в целом. Поскольку Горьковский автомобильный завод (ГАЗ) ещё не освоил производство новых двигателей ГАЗ-11 мощностью 85 л. с., на опытных танках поставили импортные прототипы будущих горьковских моторов. Испытания выявили большое количество необходимых доработок отдельных деталей, но завод № 37 оперативно устранял выявленные недостатки. В частности, был удлинён на 120 мм и уширен на 50 мм корпус, а его высоту снизили на 20 мм для повышения устойчивости на ходу и на плаву. Также конструкторы усилили торсионные валы подвески, увеличили диаметр и ширину опорных катков, заменили трёхлопастный винт на более эффективный четырёхлопастный. По результатам испытаний индивидуальная торсионная подвеска оказалась выгоднее тележечной и получила «путёвку в будущее». В исправленном виде танк проекта «010» получил одобрение от военных специалистов и курирующих танкостроение государственных деятелей.
19 декабря 1939 года Государственный комитет обороны СССР принял на вооружение РККА вместе с другими машинами лёгкий танк проекта «010» под тем же армейским обозначением Т-40 в постановлении № 443сс. В этом документе оговаривалось задание заводу № 37 выпустить к 1 марта 1940 года три эталонных образца Т-40, к 1 августа — установочную серию из 15 танков и 1 октября начать их серийное производство.
Весной 1940 года завод № 37 построил три эталонных образца Т-40 со всеми замечаниями по результатам испытаний. К этому моменту подоспели и двигатели ГАЗ-11; это было тем более кстати из-за износа и разрегулировки импортных силовых агрегатов на опытных машинах.
В начале Великой Отечественной войны завод № 37 получил приказ о завершении серийного выпуска малого плавающего танка Т-40 и подготовке производственных мощностей к выпуску лёгкого танка Т-50. Однако РККА требовалось как можно больше танков, а технологический процесс выпуска Т-50 был просто непосилен для завода № 37. Н. А. Астров в такой обстановке начал работу над новым лёгким танком с широким использованием узлов и агрегатов Т-40, а решение о выпуске на заводе № 37 танков Т-50 было вскоре отменено в пользу увеличения выпуска «сухопутного» варианта Т-40. Эта модификация была создана в июле 1941 года по инициативе начальника Научно-технического комитета ГАБТУ РККА полковника С. А. Афонина. Поскольку свойство плавучести Т-40 в боях первого месяца войны осталось незадействованным, то появилась возможность упростить конструкцию танка за счёт отказа от узлов и агрегатов водоходного движителя. С танка снимались гребной винт с карданным валом, коробка отбора мощности, водоходные рули, откачивающий насос, теплообменник, волноотражательный щиток и компас. Впоследствии была демонтирована и радиостанция. За счёт сэкономленной массы удалось незначительно усилить бронирование до 13—15 мм в наиболее важных местах танка, однако гидродинамическая ниша для гребного винта пока ещё сохранялась.
Ставшую ненужной гидродинамическую нишу убрали на следующей и последней модификации «сороковки», которая сейчас именуется как Т-30 по её проектному обозначению «030» (известный историк М. Н. Свирин на основании своих исследований архивных документов Наркомата танковой промышленности утверждает, что именно эта машина изначально обозначалась как Т-60 и именно её имел в виду Н. А. Астров в своём письме И. В. Сталину). Этот вариант, по-прежнему обозначавшийся в войсковой и производственной отчётности как Т-40, был переработанной Н. А. Астровым версией Т-40 с целью дальнейшего усиления бронирования до 15—20 мм в наиболее ответственных частях бронекорпуса машины. Также несколько перекомпоновали внутреннее устройство танка с целью использования высвободившегося места от гидродинамической ниши и узлов водоходного движителя. С сентября 1941 года на Т-30 стали устанавливать 20-мм пушку ШВАК-Т. Сохранив компоновку и размещение узлов и агрегатов Т-30, конструктор А. В. Богачев разработал «пониженный» корпус для нового танка проекта «060», который превратился в прототип серийных Т-60. На этом история создания и развития Т-40 была закончена.

## Производство
Лёгкий танк Т-40 выпускался заводом № 37 в 1940—1941 годах. Планом на 1940 год предусматривался выпуск 100 танков, но освоение серийного производства шло с трудом, было построено 3 эталонных машины и сдано 38 серийных Т-40, 13 из них были отправлены в войска. 1941 год был отмечен успехами коллектива завода № 37: до 22 июня был сдан 151 танк и поставлено в войска 146 Т-40, включая машины выпуска 1940 года. Ещё 28 танков значились не вывезенными с завода. 
17 июля 1941 года Молотовым было подписано постановление Государственного Комитета Обороны № 179сс «О Производстве лёгких танков Т-60 на заводе № 37 Наркомсредмаша». Фактически имелся ввиду танк с заводским индексом 030. Этим постановлением производство плавающего варианта Т-40 заканчивалось с конца июля 1941 года, а вместо него запускался сухопутный вариант танка Т-40, в тех же габаритах и с тем же вооружением. Подразумевалось, что вместо цементированной брони, корпуса и башни будут изготовляться из гомогенной с утолщением до 15 мм. Это и повлекло за собой смену индекса изделия с 010 на 030 (020 — это тягач «Комсомолец»). Подольский завод начал отгружать корпуса и башни из гомогенной брони с начала августа. Однако это был все тот же плавающий Т-40, который продолжал выпускаться и в августе, и даже в сентябре. Окончательно индекс Т-30 за танком закрепился только с сентября.
В середине августа 1941 года на Подольском заводе были изготовлены 25 корпусов с нишей под гребной винт, но без отверстий под водоходное оборудование. Эти танки были сданы в сентябре, часть из которых, без башен, ушла на завод «Компрессор» под установку М-8. Между тем завод уже должен был начать выпускать корпуса Т-30 с утолщением стенок лба до 20 мм, а также без ниши в корме, но ни в августе, ни в сентябре этого сделано не было. В связи с увеличением плана по выпуску танков появился новый подрядчик по корпусам и башням Т-30 — Коломенский тепловозостроительный завод им. Куйбышева. Он изначально запустил в производство утолщенные корпуса без ниши, но первые из них поступили на завод № 37 только в конце сентября. Так что танк, именовавшийся как Т-30, фактически пошёл в серию только к началу октября 1941 года.
Эта модификация находилась в производстве вплоть до начала эвакуации завода № 37 в Свердловск (приказ от 9 октября, производство было остановлено уже 26 октября). На новом месте завод № 37 построил последние 200 «тридцаток», после чего производство всех вариантов Т-40 было окончательно завершено. Так же небольшое количество (50 шт) выпустил в 1942 году завод № 38 в Кирове. Но поскольку основным изделием завода являлся Т-60, то доделка и сдача Т-30 затянулась вплоть до июля.
В начале августа 1941 года в танк с № 11677 (выпущен в декабре 1940) была установлена танковая версия 20-мм пушки ШВАК. Начиная с октября Т-30 серийно начали оснащать 20-мм пушкой ШВАК — ТНШ, причем вплоть до 1942 года параллельно происходила и установка ДШК. Бронекорпуса и башни Т-40 для завода № 37 в Москве производили Коломенский машиностроительный имени Куйбышева и Подольский заводы.
Производство Т-40/Т-30 (Составлено по М. Коломиец «Танки-смертники Великой Отечественной», Ю. Пашолок «Т-60 и машины на его базе», а также: ЦАМО РФ, ф. 38, оп. 11355 , д. 13 «Планы бронетанкового управления о распределении боевых машин по округам, сведения и ведомости военпредов о выполнении планов заказов заводами и о наличии в Красной Армии танков по годам выпуска»):
|       | Производитель     | Вооружение | январь | февраль | март    | апрель  | май    | июнь    | июль  | август | сентябрь | октябрь | ноябрь | декабрь | Всего  |
| ----- | ----------------- | ---------- | ------ | ------- | ------- | ------- | ------ | ------- | ----- | ------ | -------- | ------- | ------ | ------- | ------ |
| 1940  |                   |            |        |         |         |         |        |         |       |        |          |         |        |         |        |
| Т-40  | № 37 (Москва)     | ДШК        |        |         |         |         |        | 3*      |       | 6      | 6        | 3       | 4      | 19      | 41     |
| 1941  |                   |            |        |         |         |         |        |         |       |        |          |         |        |         |        |
| Т-40  | № 37 (Москва)     | ДШК        | 23     | 30      | 25      | 27      | 38     | 38**    | 52    | 78     |          |         |        |         | 311    |
| Т-30  | № 37 (Москва)     | ДШК        |        |         |         |         |        |         |       | 12     | 193***   | 62      |        |         | 267    |
| Т-30  | № 37 (Москва)     | ТНШ        |        |         |         |         |        |         |       |        |          | 62      |        |         | 62     |
| М-8   | № 37 (Москва)     | БМ-8-24    |        |         |         |         |        |         |       |        | 7        | 14      |        |         | 21**** |
| Т-30  | № 37 (Свердловск) | ДШК        |        |         |         |         |        |         |       |        |          |         |        | 5       | 5      |
| Т-30  | № 37 (Свердловск) | ТНШ        |        |         |         |         |        |         |       |        |          |         |        | 15      | 15     |
| Всего | Всего             | Всего      | 23     | 30      | 25      | 27      | 38     | 38      | 52    | 90     | 200      | 138     |        | 20      | 681    |
| 1942  |                   |            |        |         |         |         |        |         |       |        |          |         |        |         |        |
| Т-30  | № 37 (Свердловск) | ТНШ        | 100    | 80      |         |         |        |         |       |        |          |         |        |         | 180    |
| Т-30  | № 38 (Киров)      | ТНШ        | 4      | 10***** | 10***** | 13***** | 1***** | 10***** | 2     |        |          |         |        |         | 50     |
| Всего | Всего             | Всего      | 104    | 90      | 10      | 13      | 1      | 10      | 2     |        |          |         |        |         | 230    |
| Итого | Итого             | Итого      | Итого  | Итого   | Итого   | Итого   | Итого  | Итого   | Итого | Итого  | Итого    | Итого   | Итого  | Итого   | 952    |

*Эталонные, выпущены в марте — апреле, но сданы в июне.
**В первые две декады было сдано только 8 танков и 30 — в третьей декаде.
***Из них 3 учебных, имеющие трещины в корпусах.
****Из них 3 опытных образца, 3 серийных и 9 были закончены на ГАЗ в ноябре 1941 года как обычные танки. Что стало с оставшимися 6 шасси, точно не известно. Возможно были сданы в 1942 году как "М-8 на Т-60"
*****Предположительно; учитывались вместе с Т-60.
Всего: 3 эталона, 937 танков; шасси: 5 М-8, 1 М-13, 6 — неизвестно.

## Описание конструкции
Т-40 имел типичную компоновочную схему для советских лёгких танков того времени. Танк имел пять отделений, перечисленных ниже в порядке от лобовой части машины к корме:
- трансмиссионное отделение;
- отделение управления;
- моторное отделение по правому борту середины корпуса;
- боевое отделение по левому борту середины корпуса и в башне;
- кормовое отделение, где располагались узлы водоходного движителя, гидродинамическая ниша гребного винта, топливные баки и радиатор двигателя.

Эта компоновочная схема определяла в целом набор преимуществ и недостатков танка в рамках машин своего класса. В частности, переднее расположение трансмиссионного отделения, то есть ведущих колёс, приводило к повышенной их уязвимости, так как именно передняя оконечность танка в наибольшей степени подвержена вражескому обстрелу. С другой стороны, в отличие от советских средних и тяжёлых танков, у Т-40 топливные баки находились вне боевого отделения в изолированном броневой переборкой отсеке, что повышало выживаемость экипажа при поражении танка. Экипаж танка состоял из двух человек — механика-водителя и командира машины.

### Броневой корпус и башня
Броневой корпус танка конструкции инженера А. В. Богачева сваривался из катаных броневых плит толщиной от 5 до 20 мм. «Сухопутные» машины позднего выпуска защищались более толстой бронёй по сравнению с ранними серийными образцами Т-40. Броневая защита дифференцированная, противопульная. Бронеплиты корпуса соединялись частично сваркой, частично болтами. Сложная их конфигурация определялась требованиями возможности движения на плаву, часть бронеплит (нижние лобовые, скуловые и верхние бортовые) имели рациональные углы наклона. Ряд бронеплит корпуса (лобовой, надмоторный, подбашенный и кормовой листы) выполнялся съёмным для удобства обслуживания и замены различных узлов и агрегатов танка. Механик-водитель располагался по центру в передней части бронекорпуса танка. Для повышения удобства его работы на лобовой части корпуса устанавливался откидной щиток. В боевой обстановке щиток опускался, а механик-водитель вёл наблюдение через смотровой прибор в этом щитке, который также защищался броневой заслонкой. Кроме того, для удобства наблюдения в обоих скуловых листах были установлены смотровые приборы «триплекс». На крыше подбашенной бронеплиты располагался откидной люк для посадки-высадки механика-водителя. Корпус также имел днищевой люк для аварийного покидания экипажем танка и ряд воздухопритоков, люков, лючков и технологических отверстий для вентиляции обитаемых помещений танка, слива топлива и масла, доступа к горловинам топливных баков, другим узлам и агрегатам машины. Ряд этих отверстий защищался броневыми крышками, заслонками и кожухами. Для обеспечения водонепроницаемости корпуса лючки устанавливались на резиновые прокладки, а отверстия под болтовые соединения деталей с корпусом уплотнялись паклей. Также в лобовой и бортовых бронеплитах были просверлены амбразуры для стрельбы из личного оружия, закрывавшиеся броневыми пробками.
Коническая круглая сварная башня имела борта толщиной 15 (у Т-30 — 20) мм, которые располагались под углом 25° к вертикали для повышения пулестойкости. Лобовая часть башни имела нишу прямоугольного сечения для установки вооружения и защищающей его бронемаски. Ось вращения башни не совпадала с плоскостью продольной симметрии машины вследствие установки мотора по правому борту танка и была смещена от этой плоскости влево. В крыше башни располагался полукруглый откидной люк для посадки-высадки командира машины. В свою очередь, в люке был небольшой лючок для флажковой внешней сигнализации. Башня устанавливалась на шариковой опоре и фиксировалась захватами во избежание сваливания при сильном крене или опрокидывании танка. В бортах башни устанавливались смотровые приборы «триплекс» за смотровыми щелями, дополнительно защищёнными броневыми козырьками. Там же были амбразуры для стрельбы из личного оружия, закрывавшиеся броневыми пробками.

### Вооружение
Основным вооружением Т-40 являлся крупнокалиберный пулемёт ДШК калибра 12,7 мм. Пулемёт монтировался на цапфах в башне, помимо маски его ствол дополнительно защищался броневым кожухом. Пулемёт ДШК имел длину ствола 78,7 калибра, высота линии огня составляла 1590 мм, максимальная дальность стрельбы прямой наводкой достигала 3,5 км. С ним был спарен 7,62-мм пулемёт ДТ, расположенный в единой установке с ДШК. Для удобства использования спаренной установки ДШК смещался вправо от плоскости симметрии башни, пулемёт ДТ располагался слева. Спаренная установка имела вертикальные углы наводки от −7 до +25° и круговой сектор обстрела по горизонтали. Горизонтальный привод наведения шестерёнчатого типа башни располагался справа от спаренной установки, для быстрого поворота башни силами командира танка он мог быть отключён. Вертикальный механизм наведения винтового типа располагался слева от спаренной установки. Эти механизмы и приводы спусков пулемётов впоследствии перешли в конструкцию более позднего серийного лёгкого танка Т-60. Пулемёт ДТ мог легко сниматься со спаренной установки и использоваться вне танка. В принципе, то же самое можно было сделать и с ДШК, только лёгкостью и быстротой исполнения эта операция уже не отличалась.
Боекомплект ДШК составлял 500 патронов, питание ленточное. Лента помещалась в кольцевом коробе башни. Начальная скорость пули 850—870 м/с, боевая скорострельность — 80 выстрелов в минуту. В состав боекомплекта входили:
- патрон с бронебойно-зажигательной пулей Б-32 массой 48,3 г[6];
- патрон с бронебойной пулей Б-30;
- патрон с бронебойно-зажигательно-трассирующей пулей БЗТ;
- патрон с бронебойно-зажигательной пулей БС-41.

12,7-мм пули Б-30 и Б-32 пробивали на дистанции 500 м броню толщиной 15 мм по нормали и на дистанции 100 м — 20 мм. 12,7-мм пуля БС-41, благодаря наличию металлокерамического бронебойного сердечника (на что указывает индекс «БС»), имела более высокое бронебойное действие, а именно 20 мм при угле встречи 20 градусов на дальности 750 м.
Спаренный пулемёт ДТ имел боекомплект в 2016 патронов (32 диска).
Пушечные варианты Т-40 оснащались 20-мм пушкой ШВАК-Т (ТНШ) с боекомплектом 750 снарядов, боекомплект к ДТ в таком случае уменьшался до 1512 патронов (24 диска). Подробная информация по свойствам боеприпасов и бронепробиваемости пушки — в статье про лёгкий танк Т-60 с идентичным вооружением.

### Двигатель
Т-40 оснащался четырёхтактным рядным шестицилиндровым карбюраторным двигателем жидкостного охлаждения ГАЗ-11 мощностью 85 л. с. Пуск двигателя производился стартером СЛ-40 мощностью 0,8 л. с. (0,6 кВт) с электромагнитным реле включения, заводной рукояткой или внутренним педальным механизмом. Двигатель оснащался карбюратором К-23 или двумя спаренными карбюраторами ГАЗ-М-9510.
Три топливных бака суммарным объёмом 206 л располагались в кормовом отделении. Запаса топлива хватало на 300 км хода по шоссе.

### Трансмиссия
Танк Т-40 оснащался механической трансмиссией, в состав которой входили:
- однодисковый главный фрикцион сухого трения «стали по феродо», устанавливавшийся на маховике двигателя;
- четырёхступенчатая коробка передач с демультипликатором (4 передачи вперёд и 1 назад), заимствована от опытного (в то время) грузовика ГАЗ-51;
- карданный вал;
- коническая главная передача;
- два многодисковых бортовых фрикциона с сухим трением «сталь по стали» и ленточными тормозами с накладками из феродо;
- два простых однорядных бортовых редуктора.

Все приводы управления трансмиссией — механические, механик-водитель управлял поворотом и торможением танка двумя рычагами под обе руки по обеим сторонам своего рабочего места.

### Ходовая часть
Ходовая часть танка Т-40 являлась новаторской в советском танкостроении — впервые (вместе с тяжёлым танком КВ-1) на серийной машине применили индивидуальную торсионную подвеску. Применительно к одному борту, в её состав входили 4 односкатных опорных катка малого диаметра (550 мм) с резиновыми бандажами, 3 поддерживающих односкатных катка с наружной амортизацией, ведущее колесо и ленивец. На поздней модификации Т-30, в зависимости от завода-изготовителя, опорные катки выполнялись либо литыми спицованными, либо сплошными штампованными (у ранних выпусков — только последний вариант). Напротив крайних узлов подвески к бронекорпусу приваривались ограничители хода балансиров подвески с резиновыми буферами для смягчения ударов. Ведущие колёса цевочного зацепления со съёмными зубчатыми венцами располагались спереди, а ленивцы, унифицированные с опорными катками, с механизмом натяжения гусеницы — сзади. К корпусу танка приклёпывались отбойники для предотвращения заклинивания гусеницы при движении танка со значительным креном на один из бортов. Гусеница мелкозвенчатая, ширина двухгребневого трака составляет 260 мм.

### Водоходный движитель и оборудование для движения на плаву
Водоходный движитель включал в себя гребной винт в гидродинамической нише, карданный вал между ним и коробкой отбора мощности от двигателя танка и водоходные рули. Для обеспечения движения на плаву на танке устанавливались волноотражательный щиток, теплообменник и откачивающий (трюмный) насос. Для экстренного покидания тонущего танка экипаж снабжался двумя спасательными поясами. Для ориентирования при движении на плаву или в тумане, а также в разведке на Т-40 устанавливался магнитный компас производства московского завода «Авиаприбор». Мореходность танка была достаточно высокой — он мог уверенно выполнять свои задачи при волнении до 3 баллов, а на спокойной воде перевозить груз значительной массы.

### Противопожарное оборудование
Танк оснащался двумя тетрахлорными огнетушителями — стационарным и переносным. От стационарного огнетушителя отходили четыре трубки, заканчивавшиеся распылителями у двух больших топливных баков, малого топливного бака и карбюратора двигателя. Тушение пожара в танке требовалось выполнять в противогазах — при попадании тетрахлорида углерода на горячие поверхности происходила химическая реакция частичного окисления с образованием фосгена — сильнодействующего ядовитого вещества удушающего действия.

### Прицелы и приборы наблюдения
Спаренная установка пулемётов ДШК и ДТ оснащалась основным прицелом ТМФП, при повреждении основного прицела после его снятия автоматически взводилась мушка резервного механического прицела. Рабочие места водителя и командира Т-40 также имели несколько смотровых приборов (три у водителя, два у командира) для наблюдения за окружающей обстановкой вне танка. Обзорность из машины по сравнению с Т-38 была существенно улучшена (пять смотровых приборов против трёх, удобная для наблюдения с места механика-водителя конфигурация бронекорпуса).

### Электрооборудование
Электропроводка в танке Т-40 была однопроводной, вторым проводом служил бронекорпус машины. Источниками электроэнергии (рабочее напряжение 6 В) были генератор Г-41 с реле-регулятором РРА-364 мощностью 0,2 кВт и аккумуляторная батарея марки 3-СТЭ-112 ёмкостью 112 А·ч. В танке имелась и вторая аккумуляторная батарея той же марки. На линейных машинах она была запасной, а на командирских, оснащённых радиостанцией 71-ТК-3, она включалась в сеть для обеспечения работы радиостанции. Потребители электроэнергии включали в себя:
- наружное и внутреннее освещение машины, прибор подсветки прицельных шкал;
- контрольно-измерительные приборы (амперметр и вольтметр);
- наружный звуковой сигнал СЕ-4714;
- средства связи — радиостанция (на командирских танках) и одностороннее трёхцветное светосигнальное устройство от командира к механику-водителю;
- электрика моторной группы — стартер СЛ-40, катушка зажигания КЗ-11, распределитель Р-10, свечи СЭ-01 и выключатель 69-К.

### Средства связи
На линейных танках средством внутренней односторонней связи от командира к механику-водителю служило трёхцветное светосигнальное устройство, средств внешней связи за исключением флажков не предусматривалось. На командирских танках устанавливалась коротковолновая телеграфно-телефонная радиостанция 71-ТК-3.

## Модификации

### Серийные
Танк Т-40 выпускался в нескольких вариантах, которые отличались друг от друга возможностью движения на плаву, вооружением и бронированием:
- Т-40 довоенного выпуска с возможностью движения на плаву;
- Т-40 (заводской индекс 060, Изначально именовался Т-60) выпуска июля — сентября 1941 года с убранными узлами водоходного движителя. Изготовлено 25 танков;
- Т-30 (заводской индекс 030) — неплавающий вариант с водоизмещающим корпусом без гидродинамической ниши гребного винта. Часть машин позднего выпуска имела усиленное бронирование и вооружалась 20-мм пушкой ШВАК-Т/ТНШ. Дальнейшее совершенствование корпуса и вооружения (отказ от ставшей ненужной водоизмещающей формы, доработка ШВАК-Т) привело к созданию лёгкого танка Т-60 с 20-мм пушкой ТНШ.

### Опытные
Недостаточность вооружения танка Т-40 активно стимулировала работы по его перевооружению на более мощную артсистему. В качестве решения проблемы было предложено использовать 23-мм авиационную автоматическую пушку конструкции Я. Г. Таубина и М. Н. Бабурина (известную как ПТБ-23, МП-6 или БТ-23, использовавшуюся на некоторых модификациях истребителей И-21 и ЛаГГ-1 и штурмовика Ил-2), адаптированную для установки в танк. Танковый её вариант получил обозначение ПТ-23ТБ (Пушка танковая калибра 23 мм Таубина — Бабурина) и был доработан А. Э. Нудельманом. Корпус опытного танка Т-40 с пушкой ПТ-23ТБ также претерпел небольшие изменения с целью уменьшения габаритов и усиления бронирования, но его конфигурация и расположение основных люков и лючков остались неизменными по сравнению с серийным Т-40. Несмотря на установку более мощного вооружения, масса машины уменьшилась до 5,32 т и она не потеряла возможность движения на плаву. Ходовая часть, моторно-трансмиссионная установка и электрооборудование изменений не претерпели. Опытный образец Т-40 с 23-мм пушкой ПТ-23ТБ был изготовлен в июле 1941 года и в начале октября прошёл полигонные испытания. На этих испытаниях были выявлены множественные отказы пушки ПТ-23ТБ, в результате танк не был принят на вооружение РККА и серийно не выпускался.

### Сравнительные ТТХ различных модификаций
| ТТХ различных модификаций танков семейства Т-40 |                                                                 |                                                                 |                                                                 |
|                                                 | Т-40                                                            | Т-30                                                            | Т-40 с ПТ-23ТБ                                                  |
| Боевая масса, т                                 | 5,5                                                             | 5,5                                                             | 5,32                                                            |
| Экипаж, чел.                                    | 2                                                               | 2                                                               | 2                                                               |
| Размеры                                         |                                                                 |                                                                 |                                                                 |
| Длина, м                                        | 4,11                                                            | 4,11                                                            | 3,95                                                            |
| Ширина, м                                       | 2,33                                                            | 2,33                                                            | 2,275                                                           |
| Высота, м                                       | 1,905                                                           | 1,905                                                           | 1,95                                                            |
| Клиренс, мм                                     | 300                                                             | 300                                                             | 230                                                             |
| Бронирование, мм/градус                         |                                                                 |                                                                 |                                                                 |
| Лоб корпуса (верхняя часть)                     | 13/30                                                           | 15/30                                                           | 13/30                                                           |
| Лоб корпуса (средняя часть)                     | 9/82                                                            | 9/82                                                            | 9/82                                                            |
| Лоб корпуса (нижняя часть)                      | 13/76                                                           | 13/76                                                           | 13/76                                                           |
| Лоб башни                                       | 15/25                                                           | 20/25                                                           | 10/25                                                           |
| Вооружение                                      |                                                                 |                                                                 |                                                                 |
| Пушка                                           | нет                                                             | 1 × 20-мм ТНШ                                                   | 1 × 23-мм ПТ-23ТБ                                               |
| Пулемёты                                        | 1 × 12,7-мм ДШК 1 × 7,62-мм ДТ                                  | 1 × 7,62-мм ДТ                                                  | 1 × 7,62-мм ДТ                                                  |
| Боекомплект, выстрелов / патронов               | 0 / 500+2016                                                    | 750 / 1512                                                      | 154 / 2016                                                      |
| Подвижность                                     |                                                                 |                                                                 |                                                                 |
| Двигатель                                       | ГАЗ-11 модели 202, карбюраторный рядный 6-цил. жидк. охлаждения | ГАЗ-11 модели 202, карбюраторный рядный 6-цил. жидк. охлаждения | ГАЗ-11 модели 202, карбюраторный рядный 6-цил. жидк. охлаждения |
| Максимальная мощность двигателя, л. с. (кВт)    | 85 (63)                                                         | 85 (63)                                                         | 85 (63)                                                         |
| Удельная мощность, л. с./т                      | 15,5                                                            | 15,5                                                            | 16,0                                                            |
| Максимальная скорость по шоссе, км/ч            | 45                                                              | 45                                                              | 45                                                              |
| Максимальная скорость по воде, км/ч             | 6                                                               | не плавает                                                      | 6                                                               |
| Преодолеваемый брод, м                          | плавает                                                         | 1,0                                                             | плавает                                                         |
| Запас топлива, л                                | 206                                                             | 206                                                             | 210                                                             |
| Запас хода по шоссе, км                         | 300                                                             | 300                                                             | 280                                                             |
| Среднее давление на грунт, кгс/см²              | 0,46                                                            | 0,46                                                            | 0,46                                                            |

### Машины на базе Т-40
Танк Т-40 послужил базой для самоходно-артиллерийской установки класса реактивных систем залпового огня БМ-8-24. Артиллерийская часть БМ-8-24 состояла из 12 направляющих типа «балка», на которые сверху и снизу заряжались 24 82-мм реактивных снаряда М-8. Устройство управления огнём позволяло вести стрельбу залпом или с различным темпом выпускаемых снарядов. Выпуском этих боевых машин занимался завод № 733 («Компрессор»), всего под монтаж РСЗО завод № 37 передал 21 машину. Сколько выпустили серийных установок, точно не известно. Но не менее 3. Выпуск БМ-8-24 продолжили на базе его преемника, Т-60.

## Организационно-штатная структура
Танк Т-40 предназначался для замены в РККА предыдущих моделей малых плавающих танков — Т-37А и Т-38. Выпускавшиеся перед войной танки Т-40 поставлялись исключительно в моторизованные дивизии КОВО и ЗОВО, а также в ВУЗы.
Ввиду катастрофических потерь материальной части во второй половине 1941 года и неоднократной смены взглядов на организационно-штатную структуру танковых частей, единого её варианта для того периода просто не существует. Более того, ввиду замен в производстве одной модели лёгкого танка на другую, в организационно-штатной структуре (особенно в 1941 году) не указывается тип положенных по штату машин, а вместо этого используется только общее число лёгких танков, которые могли быть самых разнообразных типов — БТ-7, Т-26, Т-40 всех модификаций и с октября — Т-60.
Тем не менее, Т-40 использовались на всех уровнях организации танковых частей РККА — от отдельных танковых батальонов до танковых армий. В начальной фазе войны штаты неоднократно менялись, например, в отдельных танковых бригадах формирования конца августа — начала сентября 1941 года насчитывалось 64 лёгких танка (Т-40 или Т-60) из 93 положенных. В танковых бригадах формирования конца сентября общее число танков уменьшилось до 67, а ещё позже — до 46 машин (20 Т-40 или Т-60). Вскоре из-за нехватки материальной части пришлось сделать упор на формировании отдельных танковых батальонов численностью в 29 машин (9 средних и 20 лёгких). Однако к началу 1942 года, когда в некоторой степени была преодолена царившая с начала войны неразбериха, появились чётко определённые штаты танковых частей. Вместо наспех сколоченных в большинстве случаев по принципу «что есть» отдельных танковых батальонов стало возможным заранее формировать пригодные для крупных наступательных действий танковые корпуса. В марте 1942 года был утверждён штат, по которому танковый корпус должен был иметь 100 боевых машин: 20 КВ-1, 40 Т-34 и 40 Т-60. Дальнейшее возрастание выпуска танков позволило в середине апреля 1942 года увеличить ровно в полтора раза численность корпуса — до 30 КВ-1, 60 Т-34 и 60 Т-60. Хотя главной моделью лёгкого танка была утверждена «шестидесятка», в начале 1942 года вместо неё части иногда комплектовали последними серийными или отремонтированными и перевооружёнными на ТНШ Т-40.
В середине 1942 года Т-40 исчезает из нормативных и отчётных документов РККА, а единичные уцелевшие машины переводятся в тыл для учебных целей. Также такие учебные Т-40 использовались в качестве немецких танков при съёмке советских кинофильмов военного времени.

## Боевое применение
Отправка танков в войска, точнее в учебные заведения, началась только в декабре 1940 года. По одному получили ЛБТКУКС, ВАММ, КТТУ, КБТКУТС и Орловское бронетанковое училище, а также 8 танков отгрузили в Ульяновское БТУ. За 1-й квартал 1941 года с завода отгрузили 83 танка, из которых 30 ушли в ЗОВО, 52 в КОВО и 1 в МВО (ВАММ). В апреле в ВАММ отгрузили ещё 2 танка. В мае 31 танк ушёл в КОВО и 3 — во 2-е Саратовское бронетанковое училище.
| Модель        | Категория | ЛВО | ЗОВО | КОВО | МВО | ПриВО | ОрВО | Всего |
| ------------- | --------- | --- | ---- | ---- | --- | ----- | ---- | ----- |
| Т-40 линейный | 1         |     | 30   | 70   |     |       |      | 100   |
| Т-40 линейный | 2         | 1   |      |      | 1   | 10    | 1    | 13    |
| Т-40 линейный | Всего     | 1   | 30   | 70   | 1   | 10    | 1    | 113   |
| Т-40 радио    | 1         |     |      | 13   |     | 1     |      | 14    |
| Т-40 радио    | 2         |     |      | 1    |     | 1     |      | 2     |
| Т-40 радио    | 3         |     |      |      | 1   |       |      | 1     |
| Т-40 радио    | Всего     |     |      | 14   | 1   | 2     |      | 17    |
| Т-40 учебный  | 2         |     |      |      | 2   |       |      | 2     |
| Итого         | Итого     | 1   | 30   | 84   | 4   | 12    | 1    | 132   |

В начале июня в 131-ю МД было отправлено 10 Т-40, а в конце второй декады — эшелон с 17 танками в г. Броды.

Т-40 на 22.06.1941 (составлено по ЦАМО РФ, ф. 38, оп. 11355, д. 13, 49)
- МВО — 4 (ВАММ — 2 и 2 учебных)
- ЛВО — 1 (ЛБТКУКС — 1)
- ОрВО — 1 (ОрБТУ — 1)
- ПриВО — 11 (КБТКУТС — 1, УлБТУ — 10)
- ЗОВО — 30 (29-я мд — 17, 204-я мд — 2, 208-я мд — 11)
- КОВО — 94 (7-я мд — 17, 81-я мд — 10, 131-я мд — 17, 212-я мд — 17, 213-я мд — 13, 240-я мд — 13, военный склад № 304 (Дарница) — 1, КТТУ — 6)
  - Всего — 141
- Вне Военных Округов:
- В пути в 212-ю мд (КОВО) — 17
- НИАБТП — 2
- Завод № 37 — 1 (к лету 1941 года один танк, № 11677 выпуска декабря 1940, отгруженный в Ульяновское БТУ, из-за полученных в ходе аварии повреждений (вероятно перевернулся), был возвращен на завод № 37 для ремонта, а затем и вовсе передан предприятию для опытных работ. В начале августа на нем проходила испытания 20-мм пушка ТНШ. Ныне этот танк находится в коллекции Парка «Патриот»)
- Не вывезено с завода № 37 — 28
- Эталонные — 3, в том числе:
- Завод № 37 — 1 (на некоторое время был передан ОКБ-16; на нем велись работы по установке 23-мм танковой пушки ПТ-23ТБ. Но уже в конце января 1941 г. работы по установке пушки в танк свернули)
- ГАЗ — 2

Ввиду относительно небольшого числа выпущенных машин, подробностей боевого применения Т-40 практически не известно. Наиболее интенсивное использование танков этого типа (в основном неплавающих модификаций Т-40 и Т-30) пришлось на позднюю осень 1941 года во время битвы за Москву. Например, по состоянию на 28 октября 1941 года на Западном фронте имелся 441 танк, из них 33 КВ-1, 175 Т-34, 43 БТ, 50 Т-26, 113 Т-40 и 32 Т-60. К середине 1942 года Т-40 практически исчезли из фронтовых частей РККА. 1 июля 1942 года на Юго-Западном и Южном фронтах имелось только 4 танка Т-40 в составе 478-го отдельного танкового батальона, к концу июля все они были потеряны. Дольше всего Т-40 использовались на Северо-Западном направлении — по состоянию на 16 января 1944 года один Т-40 имелся в 124-м танковом полку Волховского фронта.
В течение периода активного боевого использования Т-40 старались использовать для решения вспомогательных задач, например, операций в лесисто-болотистой местности; но острая нехватка танков вынуждала использовать «сороковки» в качестве танков непосредственной поддержки пехоты, несмотря на их слабое для этой цели вооружение и бронирование. В таком качестве они уступали даже лёгким немецким танкам PzKpfw II, не говоря уже о средних PzKpfw III или PzKpfw IV. Немецкие 37-мм противотанковые пушки Pak 35/36 не имели проблем в поражении Т-40 на любых дистанциях и ракурсах боя. Как результат, потери Т-40 были очень высокими, но в большей степени боевыми — надёжность и маневренность были сочтены вполне удовлетворительными, что было весьма несвойственно другим типам советских танков той фазы войны.
О каком-либо использовании Т-40 в вермахте ничего не известно; один Т-40 на 1 ноября 1942 года имелся в румынской армии.

## Оценка проекта
Малый плавающий танк Т-40 был вершиной развития машин подобного класса в Советском Союзе, после него на вооружение РККА или Советской армии такие танки уже не принимались, а вскоре после войны был упразднён и сам класс малых танков. Из всех новых предвоенных танков именно Т-40 был самым конструктивно доведённым до условий серийного производства и эксплуатации в войсках. С точки зрения предполагаемого применения: разведка, связь, боевое охранение колонн на марше — Т-40 полностью отвечал всем поставленным требованиям. Помимо собственного экипажа Т-40 вполне мог транспортировать на себе двух-трёх пехотинцев с полным снаряжением, что было практически невозможно на Т-38; вооружение из пары пулемётов разного калибра позволяло как поддерживать в бою свою пехоту, так и бороться с легкобронированными машинами противника. Низкое удельное давление на грунт и высокая удельная мощность позволяли Т-40 демонстрировать очень хорошие ходовые качества на грунтах со слабой несущей способностью. Самым значительным недостатком «сороковки» была функциональная перегруженность командира танка — он выполнял функции наводчика, заряжающего, а при наличии радиостанции — ещё и радиста.
С другой стороны, в начале Великой Отечественной войны ввиду острой убыли материальной части от боевых и небоевых потерь Т-40 стали применять как танк непосредственной поддержки пехоты, где главным требованием было наличие мощного вооружения и бронирования. «Сороковка» с её противопульной бронёй и пулемётами никак не могла заменить полноценный современный лёгкий танк Т-50 (и даже устаревший Т-26) и была однозначно плоха в этом качестве, однако в течение событий вмешались экономические и технологические обстоятельства. Попытка организации серийного производства ещё недоведённого и сложного по конструкции Т-50 на заводе № 37 была невыполнимой, тогда как после отказа от водоходного движителя и усиления бронирования надёжный и технологичный Т-40 по защищённости сравнялся с предвоенным серийным лёгким танком Т-26. Поэтому первоначальный приказ о прекращении серийного выпуска Т-40 был отменён, и в производство пошли его «сухопутные» варианты Т-40С и Т-30. В саму конструкцию Т-40 был заложен существенный резерв, что позволило быстро разработать на её основе более защищённый и более мощно вооружённый, по сравнению с исходным вариантом, лёгкий танк Т-60.
Также оборонительная фаза Великой Отечественной войны отнюдь не отменила надобности войск в таких нишевых образцах техники, как Т-40. При переходе в наступление советские командиры не раз вспоминали о необходимости плавающих танков, иной раз привлекая для этого даже единичные уцелевшие Т-38. Автомобили-амфибии DUKW-353, поставлявшиеся по ленд-лизу, решали проблему только частично — они не имели бронирования и вооружения, и их не хватало. Речные флотилии бронекатеров также не всегда могли помочь. Поэтому не раз советские солдаты форсировали водные преграды на импровизированных плавсредствах без какой-либо поддержки, неся большие потери от ружейно-пулемётного и миномётного огня противника. Маневренный, быстрый и плавающий Т-40 мог более чем серьёзно помочь советским войскам по захвату и удержанию плацдармов на другой стороне форсированной водной преграды. Более того, легкобронированные пулемётные плавающие машины широко представлены в современных армиях, только произошла смена движителя — большие колёса с регулируемым давлением оказались выгоднее гусениц. Примером может служить советская БРДМ.
Среди образцов современной для того времени зарубежной техники лёгкий танк Т-40 практически не имеет аналогов. Среди сухопутных машин в своей массогабаритной категории он практически равноценен по бронированию немецкому лёгкому танку PzKpfw I, итальянскому L6/40 и японским «Ха-Го» или «Ка-Ми». Превосходя немецкую машину по вооружению (пулемёты калибра 12,7 мм и 7,62 мм против двух 7,92-мм), Т-40 уступает по вооружению итальянскому L6/40 и японским «Ха-Го» или «Ка-Ми» (20-мм автоматическая и 37-мм неавтоматическая пушки соответственно). Однако пушечная модификация Т-40 делает его практически равноценным с итальянским танком и несколько сглаживает преимущество японских. Однако L6/40 и «Ха-Го» не могли плавать, а «Ка-Ми» требовал специальных внешних поплавков для поддержания плавучести, которые должны быть установлены заранее и сбрасывались после выхода на сушу. Т-40, в отличие от «Ка-Ми», был готов форсировать водную преграду с ходу без какой-либо предварительной подготовки. Американская амфибийная транспортная машина LVT «амтанк» при равноценном или более сильном бронировании и вооружении (зависит от модификации) имела массу в 16,5 тонн и несравнима с 5,5-тонным Т-40. Учитывая высокую надёжность и технологичность конструкции, можно оценить Т-40 как удачную машину и успех Н. А. Астрова и его сотрудников, но трагические для СССР обстоятельства начала Великой Отечественной войны не дали «сороковке» проявить полностью все свои положительные качества в той роли, на которую она рассчитывалась.

## Сохранившиеся экземпляры
К настоящему времени сохранилось два танка Т-40, оба находятся в экспозиции Бронетанкового музея в Кубинке. Один из них — Т-30 с 20-мм пушкой ШВАК, второй — экспериментальный Т-40С (также с пушкой ШВАК).

## Т-40 в сувенирной и игровой индустрии

### Компьютерные игры
Т-40 фигурирует в достаточно большом количестве компьютерных игр разнообразных жанров: в симуляторах бронетанковой и авиатехники (в качестве цели), стратегиях реального времени и пошаговой стратегии «Panzer General III». В её редакции «Scorched Earth», где действие разворачивается на Восточном фронте, игрок может комплектовать с начала войны советские части (как разведывательные, так и танковые) танком Т-40.
Т-40 присутствует и в стратегии реального времени «Sudden Strike». Отражение особенностей использования Т-40 в этих играх также далеко от реальности. Более достоверно он отображён в модификациях, созданных на базе «Sudden Strike», и игре «Вторая мировая» (модификации Т-30 с ДШК).
Также в игре Gates of hell за советскую сторону

### Модели Т-40
Масштабные копии Т-40 выпускаются несколькими фирмами-производителями модельной продукции. Сборная модель танка в масштабе 1/72 выпускается фирмой «Моделист». Модели Т-40, Т-30 и БМ-8-24 выпускает российская фирма «Старт», также модели Т-40 производит российская фирма «Макет» и молдавская AER. Чертежи для самостоятельной постройки модели Т-40 неоднократно публиковались в журналах «Моделист-конструктор», «М-Хобби», «Бронеколлекция» и др.